# Caralluma socotrana
Caralluma socotrana là một loài thực vật có hoa trong họ La bố ma. Loài này được (Balf.f.) N.E.Br. mô tả khoa học đầu tiên năm 1892.